# 比嘉景常
比嘉 景常（ひが けいじょう、1892年（明治25年） - 1941年（昭和16年））は、沖縄県出身の教育者。沖縄県立第二中学校（現・沖縄県立那覇高等学校）に赴任し、多くの洋画家を育てた。

## 生涯
沖縄県首里に生まれる。東京の師範学校を卒業後、1922年（大正11年）に沖縄県立第二中学校に美術教師として赴任した。前任の西銘生楽の作った美術サークル「樹緑会」を受け継ぎ、後に洋画家となる名渡山愛順・大嶺政寛・大城皓也・山元恵一・安谷屋正義らを育てた。県立二中から東京美術学校への進学を勧められて入学した伊佐川新によると、当時の美術学校には沖縄出身の学生が10人おり、うち6人が二中出身だったので、教官の間で話題になっていたという。
また旧琉球王家の尚家に通うなどして美術史を研究し、文化財調査を行い論文を執筆した。しかしその多くは十・十空襲で失われ現存しない。比嘉はその他には沖縄学、特に演劇に関心を寄せ、しばしば本土の『民芸』誌や県内の新聞・雑誌にも寄稿して沖縄文化の普及に努めた。
学校での授業は、生徒に各自の地域にある文化財を調査させ、レポートにまとめるというユニークなものであった。21年間、県立二中で美術教育に携わり、1941年腸チフスで死去した。同校美術教師の後任として、教え子の山元恵一が赴任した。

## 影響
名渡山・大嶺は戦前から活躍し、沖縄の郷土意識に強く彩られた作品で評価された。戦後、名渡山・大城・山元・安谷屋はニシムイ美術村に集い、また大嶺も含めて沖縄美術展覧会（沖展）の創設の中心となり、戦後沖縄美術を牽引した。